# Hirata
Hirata (平田村?) è un villaggio giapponese della prefettura di Fukushima.